# Malappuram
Malapuram o Malappuram (malayalam മലപ്പുറം, també apareix com Maliyapuram i Malleapooram) és una ciutat i municipalitat de Kerala, capital del districte de Malappuram a 50 km al sud-est de Kozhikode. És també capital d'un dels taluks del districte. Al cens del 2001 consta amb 58.490 habitants (el 1881 eren 6.501 habitants).
Sota domini britànic fou el seu quarter militar al districte de Malabar establert després de les revoltes dels moppiles de 1841 i 1843 però degut a la poca utilitat de les tropes natives a les revoltes de 1849 i 1851, s'hi va enviar un assistent especial del col·lector junt amb un destacament de tropes europees.
La seva economia està en gran part basada en els enviaments de diner d'emigrants als països del golf. Malapuram és la zona de Kerala amb una proporció més gran d'habitants de religió musulmana.